# Birgit Haas måste dö!
Birgit Haas måste dö! (franska: Il faut tuer Birgitt Haas) är en fransk-tysk thrillerfilm från 1981 i regi av Laurent Heynemann.
Filmen är baserad på Guy Teisseires roman L'histoire de Birgitt Haas.

## Rollista i urval
- Philippe Noiret - Athanase
- Jean Rochefort - Charles-Philippe Bauman
- Lisa Kreuzer - Monica / Birgitt Haas
- Maurice Teynac - Chamrode
- Michel Beaune - Delaunay
- Monique Chaumette - Laura
- André Wilms - Volker
- Bernard Le Coq - Colonna
- Michèle Grellier - Madeleine Bauman